# 디스커버리+
디스커버리+(영어: Discovery+)는 디스커버리가 소유하고 있는 스트리밍 서비스이다. 서비스는 디스커버리의 주요 채널 브랜드 라이브러리에서 모은 논픽션 프로그램 외에도 오리지널 시리즈 및 기타 인수된 콘텐츠를 중심으로 제공한다.
2020년 3월 23일에 인도에서 처음으로 시작되었다. 기존의 디플레이 플랫폼을 리브랜딩하여 영국과 유럽에 진출하였고, 2021년 1월 4일에 미국에서 론칭되었다.